# Grid Autosport
Grid Autosport (estilizado como GRID Autosport) é um jogo eletrônico de corrida desenvolvido pela Codemasters e disponível para Nintendo Switch, Microsoft Windows, PlayStation 3, Xbox 360, Linux, iOS,Android e macOS. É o nono jogo da franquia TOCA.
Muitos críticos elogiaram o jogo, alegando que "Codemasters parecia ter voltado às suas origens", com aspectos dos primeiros jogos da série.
Feral Interactive, que trouxe o jogo para o macOS e o Linux, também trouxe o jogo para iOS em 27 de novembro de 2017. A versão do Android, também a partir da Feral, é que deve ser lançado no primeiro semestre de 2018.

## Jogabilidade
Na Grid Autosport, o jogador atua como um piloto de corridas com oportunidades para iniciar e construir a sua própria carreira através de jogador único, no Carrer Mode (Carreira na versão em português), participar de competições com outros jogadores na web, através do modo multijogador Online, personalizar a sua experiência de corrida (veículo, circuito, corrida tipo de dificuldade, etc.) para seu próprio gosto através do modo Copa Personalizada no single-player, e jogar uns contra os outros através do multiplayer de modo Splitscreen. é o primeiro jogo da série GRID a não apresentar Veículo de Personalização desta vez em um único jogador carreira como só aparece no modo online.
O modo Carreira é dividido em temporadas, antes que o jogador cada vez que tem que escolher entre as ofertas de jogo de competição de equipes. As equipes, incluindo o best-in-a-negócio Ravenwest, fazendo um retorno de Race Driver: Grid – cada um tem diferentes temporada objetivos e patrocinador objectivos, a realização do que ganha extra de pontos de experiência (XP) para os jogadores, além daquelas recebidas por seus resultados. de corrida On-line é realizada por meio de RaceNet, da Codemasters, a própria comunidade de hub, no qual os jogadores podem formar clubes de corrida, ganhar XP e dinheiro como eles correm e cumprir patrocinador objectivos, em seguida, usar seus ganhos para comprar e atualização de veículos. Logo após o lançamento do jogo, eles também foram apresentados com conjuntos de desafios específicos, chamados RaceNet Challenge, anunciado pela Codemasters.
Grid Autosport enfatiza o conceito de corrida de disciplinas, tornando-as em novas categorias de eventos. Existem cinco categorias principais: Touring, a Resistência, a Abrir a Roda, Sintonizador, e a Rua. Durante o modo Carreira, o jogador escolhe um determinado evento em uma dessas categorias, com cada evento (uma seqüência de caracteres de corridas) a produção de uma temporada. Cada disciplina, de características marcadamente diferentes de carros e tipos de corrida. Estes últimos incluem o padrão Corridas, corridas de Resistência com o desgaste do pneu ativado, Tempo de Ataque de eventos, Drift, eventos, e - como conteúdo para download (DLC) - Testes de Tempo, Arraste e ponto-a-ponto Sprint corridas. Estas são todas acessíveis no Personalizada modo campeonato, bem como, no qual o jogador pode também optar por participar, em certos tipos de eventos, tais como Checkpoint, Eliminador e Derby de Demolição.
Com foco na prestação de uma forma mais realista experiência de condução, o studio renovado o seu modelo de danos, a adição de novos elementos, tais como o desgaste do sistema, o que significa que as peças do carro perde desempenho através de uso geral, e uma suspensão por um sistema de danos. Ele também introduziu uma nova equipe de rádio filosofia, na qual o próprio jogador pode solicitar informações sobre os danos do carro, lacunas, rival de posição e o seu companheiro de posição. O jogador também pode pedir seu engenheiro para instruir seus companheiros de equipe para atacar, defender ou manter sua posição. Por demanda popular, a Codemasters manteve o seu exclusivo recurso de Flashback da Grade anterior parcelas com o qual os jogadores podem recuar de suas raças alguns segundos e retomar anterior, se necessário. de vista do Cockpit também fez um retorno, depois de estar ausente, muito para o desgosto de o núcleo base de fãs, em Grid 2. Além de tais elementos, os desenvolvedores geralmente decidiu retirar o jogo baixo e acabar com tudo que estava no caminho de matérias de corrida. Essas funcionalidades incluídas Grid 2's narrador-driven modo de carreira e supérfluo menus.

### Carros
Os carros nas disciplinas de Grid Autosport são divididas em níveis e classes dos diversos força. Alguns dos destaques de veículos em oferta são contemporânea BTCC (Classe C), a Stock Car Brasil (Classe A) e V8 Supercars (Super Tourers) a Turnê disciplina (e. g. Chevrolet Cruze, Honda Civic, Holden VF Commodore), o presente de dia e clássico de carros GT da Resistência disciplina (como o Mercedes-Benz SLS AMG GT3 (Categoria B) e o Ford GT40 Mk I), o Dallara DW12 chassis da fórmula indy (Fórmula Um) a Roda de disciplina, American muscle cars (e. g. o Ford Mustang Boss 302), entre outros, representando o Sintonizador de disciplina e os gostos do Bugatti Veyron 16.4 Super Sport e o Koenigsegg Agera R (Hypercars), representando a Rua disciplina. No total, incluindo os DLCs, o jogo apresenta 103 carros. Este é o segundo vídeo game da Série GRID que não apresenta carros da Toyota.

### Circuitos
No caso dos circuitos, a ênfase principal é no mundo real permanente circuitos que compõem a maioria dos cursos no jogo. Estes vão desde clássicos, tais como Spa-Francorchamps, Brands Hatch, o Mount Panorama e Indianapolis, para mais modernas, como o Circuito das Américas, em Sepang, o Red Bull Ring e o Circuito de Yas Marina , em Abu Dhabi. Locais da cidade com fictionally forrado, mas na maior parte do mundo real ruas de San Francisco, Paris, Dubai, etc., e - como DLCs - ficcional ponto-a-ponto de faixas em autêntica configurações de completar o quadro. Em tudo, os jogadores são capazes de corrida em 15 de mundo real permanente de circuitos, 2 de ficção permanente de circuitos, 7 circuitos de rua, e 4 ponto-a-ponto, faixas, incluindo conteúdos adicionais, para um total de 28 locais com mais de 130 configurações.

## Desenvolvimento

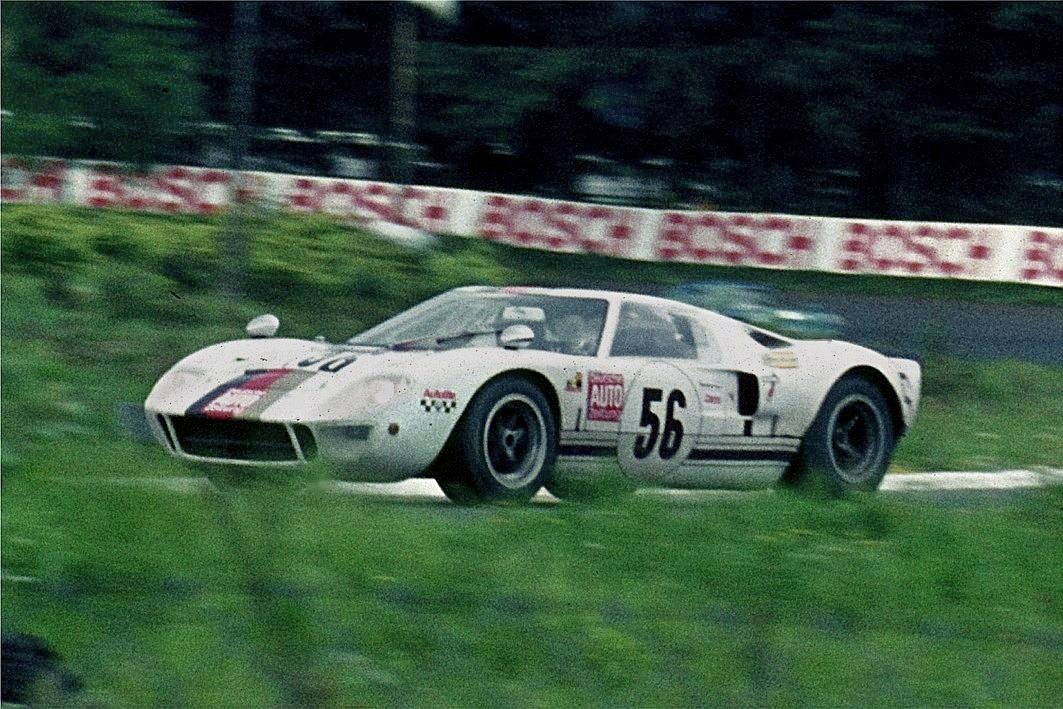
Grid Autosport possui vários carros licenciados de várias corridas de disciplinas, tais como o Ford GT40 Mk I, vi aqui a competir em 1969 Nurburgring 1000km de corrida

Grid Autosport foi anunciado em 22 de abril de 2014, através de oficial Codemasters Blog, menos de um ano após o lançamento do seu antecessor, Grid 2. o Produtor Toby Evan-Jones revelou em uma entrevista que o desenvolvimento do novo título começou logo o desenvolvimento de Grid 2 , chegou perto de um acabamento. Isso ocorreu na primavera de 2013. Evan-Jones tinha a dizer sobre o ciclo de desenvolvimento curto entre os dois jogos e o geral intenções com Grid Autosport:
Historically we've kind of alternated between [the Dirt and the Grid series, but] when we put [Grid 2] out we stood back and took stock and there was a lot of stuff the dev team wanted to have in there in terms of optimisation, new features and generally improving things. At the same time there was a fair amount of feedback from the fans with regards to what they wanted, so additional touring car content, the return of cockpit cam and more of a nudge back to simulation rather than arcade. We though [sic] (…) we'd keep it rolling.— Codemasters Producer Toby Evan-Jones
O jogo que eliminou os chamados TrueFeel manipulação de Grid 2, mas isso não basta retornar para o tratamento de Race Driver: Grid. A Codemasters utilizou uma versão nova e melhorada do seu modelo anterior, a melhor simulação de como aderência cai, quando o jogador se aproxima do ângulo de deslizamento dos pneus. A decisão para usar o novo modelo, que foi testado pela revista Autosport especialistas e pilotos de corrida, foi feita em 23 de janeiro de 2014, que foi seguido por aplicá-la a cada carro aperto de decaimento de gráfico e re-ajuste de veículos individuais características de manipulação. De acordo com a empresa, a mudança causou mais dificuldades em modelar o comportamento de abrir rodas e American muscle cars. Ele também necessitou de re-fazer o AI benchmarking trabalho, que foi bem em andamento, em seguida, usando o modelo antigo. O jogo foi construído usando Codemasters em casa EGO 3.0 motor.
Graficamente, Grid Autosport beneficiou-se fortemente a partir de otimização e ajuste fino de disse longa do motor para obter um melhor desempenho em máquinas baixo, enquanto na outra ponta, suporte para DirectX 11 recursos habilitados a programadores para melhorar representações, especialmente gramíneas e de luz, de Grid 2. Em 4 de Março de 2015, Feral Interactive anunciou que iria porta o jogo para mac OS X e Linux. O multiplayer online sistema foi, também, entre as áreas que a Codemasters decidiu reformular comparado a Grade 2, com base no ventilador de feedback. O quadro de ganhar XP e dinheiro para a compra de veículos e garagem de fendas foi resultado de uma comunidade crítica para com o anterior quadro em que o jogador tivesse uma escada, estabelecidas antecipadamente pelo jogo, para desbloquear carros. Comentários considerados a antiga abordagem muito fácil de concluir. Como para o extremamente apertada agenda de desenvolvimento, envolvendo menos de doze meses, lead designer James Nicholls disse:
Many developers will tell you that the toughest bit of making any game is that initial phase – getting the technology and the tools to the point where a whole team are really moving through the gears and producing at full speed. (…) GRID Autosport already had the team and the technology ready to go.— Codemasters Lead Designer James Nicholls

## Lançamento
Grid Autosport vem em duas versões, a standard edition e uma edição especial, o último dos quais é chamado a Black Edition. Ele foi anunciado em 8 de Maio de 2014 e inclui um veículo (um Mercedes-Benz SLS AMG Coupé Black Series), extra patrocinadores e extra pinturas para ambos os modos offline e online. Pré-encomendas para o Grid Autosport por retalhistas começou logo a inicial jogo de anúncio que foi feito. Vapor pré-encomendas online foi de uma semana mais tarde do que o planejado, em 30 de Maio de 2014, no entanto, todos aqueles que fizeram a pré-compra do título, via Steam, recebeu o Black Edition sem acréscimo de custo em relação ao standard edition. Quem possuía Grid 2 recebeu um desconto de 10% e uma cópia gratuita do Dirt Showdown . Grid Autosport foi lançado oficialmente em 24 de junho de 2014 na América do Norte e 27 de junho de 2014 na Europa em todos os três atual geração de plataformas, PC, PlayStation 3 e Xbox 360. O OS X e Linux porta foi lançada em 10 de dezembro de 2015, pela Feral Interactive. Lead designer James Nicholls confirmou logo a inicial jogo do anúncio de que o jogo não iria torná-lo para a próxima geração de plataformas dada a prazos apertados, a equipe trabalhou durante o processo de desenvolvimento.

### Atualizações e conteúdo para download
O jogo recebeu pacotes de conteúdo para download até novembro de 2014, geralmente uma vez a cada duas semanas. A maioria delas podem ser divididas em duas principais categorias: mini-expansões e pacotes de carro. A Codemasters colocar-se em três mini-expansões para essa Grade título. Talvez o mais aguardados era o Touring Pack Legends como ele apresentava duas novas real-mundo-de – circuitos - em Donington Park e Silverstone , cinco clássico BTCC carros de turismo a partir de meados da década de 1990 e o novo single player campeonatos (fora do modo Carreira). Outro mini-expansão, chamada Sprint Pack, introduziu a Sprint race tipo de jogo, além de uma com quatro de ficção ponto-a-ponto de faixas e mais extra-campeonato. O terceiro, o Arraste Pack, introduziu a corrida de Drag, tipo, três arrastar carros e nove único jogador do campeonato.
Pacotes de carro, que eram três, bem como, incluído o Melhor da British Pacote, que continha três Britânico teve de veículos, e. g. o McLaren F1 GTR, o Estilo Coupé Pack, que oferecia quatro novos coupés, como o Hyundai Genesis Coupé, e a Road & Track Pack, que acrescentou dois road-indo de carros e dois carros de corrida para o jogo. tem havido um número adicional de DLC disponível para o jogo. Por exemplo, um Passe de Temporada foi criado com o qual o jogador praticamente subscrito acima de seis pacotes a uma taxa de desconto. Um High Res Texture Pack impulsionado texturas do jogo até 4K de resolução e foi disponibilizado para download com o jogo base no lançamento de graça. Um Prémio de Garagem Pack também foi lançado, a adição de mais cinco garagem spots para jogar online, e a Black Edition conteúdo foi posteriormente vendido como um autônomo pacote de DLC. Além disso, um Demoman Derby DLC foi lançado em 7 de novembro de 2014, exclusivamente no PC, que inclui duas peles de Team Fortress 2, e que consiste em um ambiente diferente e outdoors que também são baseados em Team Fortress 2.
Em 15 de julho de 2014, o estúdio lançado Boost Pack, um pequeno pedaço de código para impulsionar a carreira e online XP progressão, para o mesmo preço que os pacotes de carro. Controvérsia seguido como o Gerente da Codemasters Ben Walke comentou a razão por trás da já criticada movimento foi simplesmente que "ele vende." Continuou patch de suporte do jogo, viu a equipe de desenvolvedores repetidamente a solução de vários emergentes salvar o jogo problemas de corrupção, online lista de reprodução de problemas, etc. Eles habilitado o Teste de corrida de tipo (que estava ausente do jogo base, devido a longos períodos de dificuldades técnicas), adicionado Oculus Rift apoio e uma virtual rear-view mirror (embora, no caso do último, somente para PC).

## Recepção
O jogo recebeu críticas positivas. Metacritic deu uma pontuação total de 78/100 para 75/100 PC e para PlayStation 3 e Xbox 360, enquanto no GameRankings o gol de 77% para PC e PlayStation 3 e 79% para o Xbox 360. Crítica elogiou especialmente o seu mais autêntico modelo de manipulação, bem como a sua despojada abordagem de corrida e excelente sistema de danos.
O modo de Carreira ganhou ampla aprovação por ser "simplesmente sobre a ganhar corridas e masterização de vários estilos de condução", com a capacidade de alternar entre as disciplinas, permitindo que o jogador "vai como foco ou tão ampla como [ele ou ela] gosta." GamesRadar sentiu que a nomeação de um adversário fornecido "um bom senso de rivalidade ( ... ), o que dá uma das corridas mais significado (...) e a experiência é mais rica por ter claros os rivais para vencer." Eurogamer chamado de modo On-line "um conjunto abrangente", que "uma série de [carro] mods e atualizações empresta a persistência". Game Informer , disse que "oferece um pouco mais de liberdade do que o modo de Carreira]" e seu conjunto de recursos é "variada." A experiência de jogar on-line foi considerado "suave, sem abandonos ou de atraso experimentado."
Em termos de manuseio, o revisor destacou que o jogo "ainda atravessa a linha entre simulação e arcade", mas "definitivamente se inclina um pouco mais sobre o lado de realismo [do que a maioria da Codemasters em jogos]" e "é uma melhoria significativa na Grade 2 do estranho dinâmica." de Borda, observou que "oferece uma profundidade considerável" e a sua "viva o feedback torna-se um intenso e gratificante, de unidade." Apesar de que, é "ainda " acessível" e Lucas Reilly da IGN encontrado o modelo a ser "bastante perdoar".
O jogo é a inteligência artificial (IA), o comportamento foi dito ser um sucesso, pelo menos em parte. Os oponentes controlados por computador' "condução defensiva linhas, final de frenagem dispara em grampos de cabelo, e diabolicamente inteligente cut-backs" pode fazer "normalmente decepcionante 8º lugar (...) tão gratificante como uma vitória." Como pela sua velocidade, é fortemente dependente níveis de dificuldade, do que o mais baixo permite que o jogador "thread através de 16 posições, ao longo de três voltas, com pouca resistência", enquanto que o mais difícil "você pode passar toda uma raça troca de dias 13 e 14 de posições com outro carro."
PC Advisor elogiou a "imensa" variedade de carros presentes no jogo, bem como a inclusão de "abundância de clássicos". Kotaku acrescentou que "os jogadores mais experientes irão apreciar as diferenças sutis entre a sua frota." O título de danos da modelo foi aclamado pela crítica como a análise acima destacado que "cada carro [é] de responder com precisão às colisões" com a falha de ter "um enorme efeito sobre o desempenho." Borda considerado o sistema de "um triunfo." A introdução de desgaste de pneus (em eventos de Resistência) foi também acolhido – GamesRadar, escreveu que "torna-se tão fundamental para a condução do processo, você vai encontrar-se olhando para o [quilometragem] percentagem de indicadores de outros modos cada vez que você ouvir as rodas de deslizamento." Grid Autosport tem uma "generosa seleção de circuitos", em que "mundo real circuitos são o foco" em detrimento de "implacável (...) e apertado" circuitos de rua.
Geral qualidades gráficas do jogo foram elogiados como "magnífico" e "linda" com "detalhes acessórios [na pista de corrida que fazer para uma divertida corrida do dia-a atmosfera de" ser particularmente impressionante. Como para a interface do jogo, Edge saudou a sua "pared-para baixo de design (...) com a simples (e rápido carregamento de menus." de forma semelhante aos gráficos, os aspectos mais positivos de sons eram os detalhes, o "bom ambiente" e os "pequenos toques, tais como ser capaz de ouvir os comentaristas sobre a pista" que tornam a experiência "mais envolvente." GamesRadar encontrado o novo sistema de poder solicitar informações sobre o poço canal útil, afirmando: "você pode confiar em retorno auditivo (...) para o máximo de autenticidade."
De longe, o mais fortemente criticado característica do jogo foi, ironicamente, o retorno de vista do cockpit. É, enquanto "incrivelmente bem-vindo a partir de uma jogabilidade ponto de vista, (...) visualmente eles são um esbofeteou-a monstruosidade, turva-em uma tentativa de ocultar a falta de detalhe." IGN afirmou que "a falta de qualquer trabalho rápidas ou espelhos."
Várias revisões de mencionar que eles encontraram AI para ser, dependendo da disciplina, muito agressivo, tanto que "ter uma IA levar pelo menos uma vez uma corrida é (...) para ser o esperado." Borda esclareceu que "não é sempre que eles admitem que da mesma forma que um ser humano driver, mantendo sua rota escolhida, mesmo que você legitimamente fora-travado-los em um canto." Deixando de fora os pit stops também deixou alguns dos críticos intrigado. IGN disse que "é uma estranha omissão (...) que silenciosamente prejudica muito o que Autosport faz a direita", apontando que o sofrimento de uma punção deixa o jogador com nenhuma opção para reparar os danos.